# Leonardo Foderà
Leonardo Foderà (Palermo, 1914 – Roma, 1983) è stato un architetto italiano.
Fu allievo di Arnaldo Foschini a Roma e in questa città in seguito divenne docente presso la facoltà di architettura dell'Università.
Con i suoi lavori, ha dato un importante contributo alla costruzione del volto moderno della sua città. Fra le sue opere ricordiamo anche edifici di civile abitazione, fra cui è degno di menzione il palazzo Di Stefano, costruito per la prestigiosa famiglia palermitana e che si trova in Via Albanese, all'angolo di Via Libertà; ma anche la Clinica Titone, il palazzo Dara e il palazzo Miraglia.